# Хейман, Ева
Ева Хейман (13 февраля 1931 — 17 октября 1944) — еврейская девушка из Оради (современная Румыния). Она начала вести дневник в 1944 году во время нацистского режима в Венгрии. После публикации под названием «Дневник Евы Хейман» его сравнили с «Дневником Анны Франк». Она рассказывает о крайнем ухудшении ситуации, в которой оказалась еврейская община в городе, подробно рассказывает о все более ограничительных антиеврейских законах, психологических страданиях и отчаянии, потере прав и свобод, а также о конфискации имущества, которое они пережили. Хейман было 13 лет, когда она с бабушкой и дедушкой погибли во время Холокоста.

## Биография
Хейман начала писать свой дневник в тринадцатый день рождения 13 февраля 1944 года — в тот же самый год, когда нацисты установили свою власть в Венгрии. Город, в котором она родилась, на протяжении всей своей истории по-разному назывался Надьварад (Nagyvárad) и Орадя. Когда она родилась, это была румынская Орадя; в своем дневнике Хейман называет её «Варад», сокращая «Надьварад», так как город в те годы находился под венгерским правлением.
Она росла в ассимилированной еврейско-венгерской семье. Её отец, Бела Хейман, был архитектором из известной семьи. Семья владела отелем, который, как писала Хейман, был «полон персидских ковров». Её родители развелись, когда она была маленьким ребёнком. Её мать вышла замуж за писателя-социалиста Белу Жолт. Её дед был фармацевтом, который поддерживал Венгерское королевство против Румынии. Хейман вспоминает, как наблюдала за прибытием Миклоша Хорти из окна аптеки её деда.
Её мать Агнес «Аги» Жолт тоже была аптекарем. Хейман описала её как «более красивую, чем Грета Гарбо». Агнес Жолт жила в Париже, когда немцы вторглись в Польшу. Испугавшись за дочь, она убедила мужа вернуться в Будапешт. Её держали в концентрационном лагере Берген-Бельзен, но после спасения из лагеря она оказалась в безопасности в Швейцарии. Она покончила с собой после того, как был опубликован дневник её дочери. Местонахождение оригинала рукописи неизвестно.
Воспитываясь в семье, интересующейся политикой, Хейман с бабушкой и дедушкой ожидали грубого обращения, когда нацисты приближались к Надьвараду в 1944 году. Хейман была болезненно озабочена собственной смертью от рук нацистов, которая, по её мнению, была неизбежна после того, как её лучшая подруга была убита нацистами. Её дневник начинается с того, что сирены противовоздушной обороны возвещают о приближении нацистов к Надьвараду. Вместе с бабушкой и дедушкой Хейман погибла в Освенциме в октябре 1944 года.

## Дневник и публикация
Дневник Хейман был впервые опубликован на венгерском языке. Впервые он был переведен на иврит в Яд ва-Шем в 1964 году, на английском языке дневник был опубликован в 1974 году. Дневник Хейман зачастую сравнивают с дневником Анны Франк.
В дневнике девушка рассказывает о своем 13-летии, последнем перед тем, как её убили в Освенциме. Она пишет о приятной вечеринке с чаем, бутербродами и шоколадным тортом «Захер». Ей дарят тёмно-синее трикотажное платье, легкое весеннее пальто и впервые две пары прозрачных чулок. Она также получила ассортимент книг, конфет, пластинок, апельсинов и шоколадных конфет.
Она пишет о том, как её мать сжигает книги, написанные Белой Жолт, которого она называет «дядей Белой», и об уничтожении произведений других авторов, которые считались такими же опасными, как и Ференц Мольнар. Она признается, что прочитала роман Мольнара «Мальчишки с улицы Пала».

## В культуре
В 2012 году в Университете Оради был открыт исследовательский центр еврейской истории, названный в честь Евы Хейман.
В 2015 году в городе Орадя была установлена статуя Евы Хейман в память о детях города, убитых во время Холокоста. Она расположена в парке Бэлческу, откуда в период с 24 мая по 3 июня 1944 года поездами в Освенцим было депортировано более 20 тысяч евреев. Эта статуя стала результатом 3 лет упорной работы на общественных началах некоммерческой организации и щедрости доноров со всего мира. Скульптором был Флор Кент. В 2018 году статуя была подарена Ассоциацией Тиквой городу Орадя.
В 2017 году состоялся театральный спектакль под названием «Ева Хейман: Анна Франк из Трансильвании» была поставлена в Румынии по повести Евы.
Медиа-проект в Instagram Eva Stories.